# Spieszyn (Podlaquia)
Spieszyn [pronunciación en polaco: /ˈspjɛʂɨn/] es un pueblo ubicado en el distrito administrativo de Gmina Brańsk, dentro del Condado de Bielsk, Voivodato de Podlaquia, en el norte de Polonia oriental. Se encuentra aproximadamente a 10 kilómetros al sur de Brańsk, a 29 kilómetros al suroeste de Bielsk Podlaski, y a 56 kilómetros al suroeste de la capital regional Białystok.